# Villa Canali-Gaslini
La villa Canali-Gaslini est une villa familiale surplombant le Corso Italia, dans le quartier génois d'Albaro.
Construit pour la famille Canali par Gino Coppedè, c'est un exemple typique du style très personnel de cet architecte, librement inspiré du gothique florentin du XVe siècle.

## Histoire
La villa, l'une des dernières œuvres de l'architecte florentin à Gênes, a été construite entre 1924 et 1925 pour la famille Canali,.
Devenu siège du consulat japonais, elle fut achetée en 1942 par Gerolamo Gaslini (industriel pétrolier et fondateur de l'institut pédiatrique du nom de sa fille Giannina) qui comptait en faire la résidence de sa famille, mais en raison des événements de la Seconde Guerre mondiale, elle fut occupée d'abord par les troupes allemandes puis par les troupes alliées.
De retour à la famille Gaslini en 1948, elle resta la maison familiale jusqu'à la mort de la dernière fille Germana en 1988 ; par testament du sénateur Gaslini, décédé en 1964, la villa est devenue le siège de la fondation médicale qui porte son nom.

## Description
La villa se dresse sur une colline dans une position élevée par rapport au front de mer du Corso Italia, près de la plage de San Giuliano. Elle est entourée d'un beau jardin, d'une superficie d'environ un hectare, en pente vers la rue.
La cage d'escalier a un plafond à caissons en bois marqueté. Au premier étage, là où se trouvaient autrefois les chambres, les pièces sont décorées de stucs et de fresques,.